# Henk Nielen

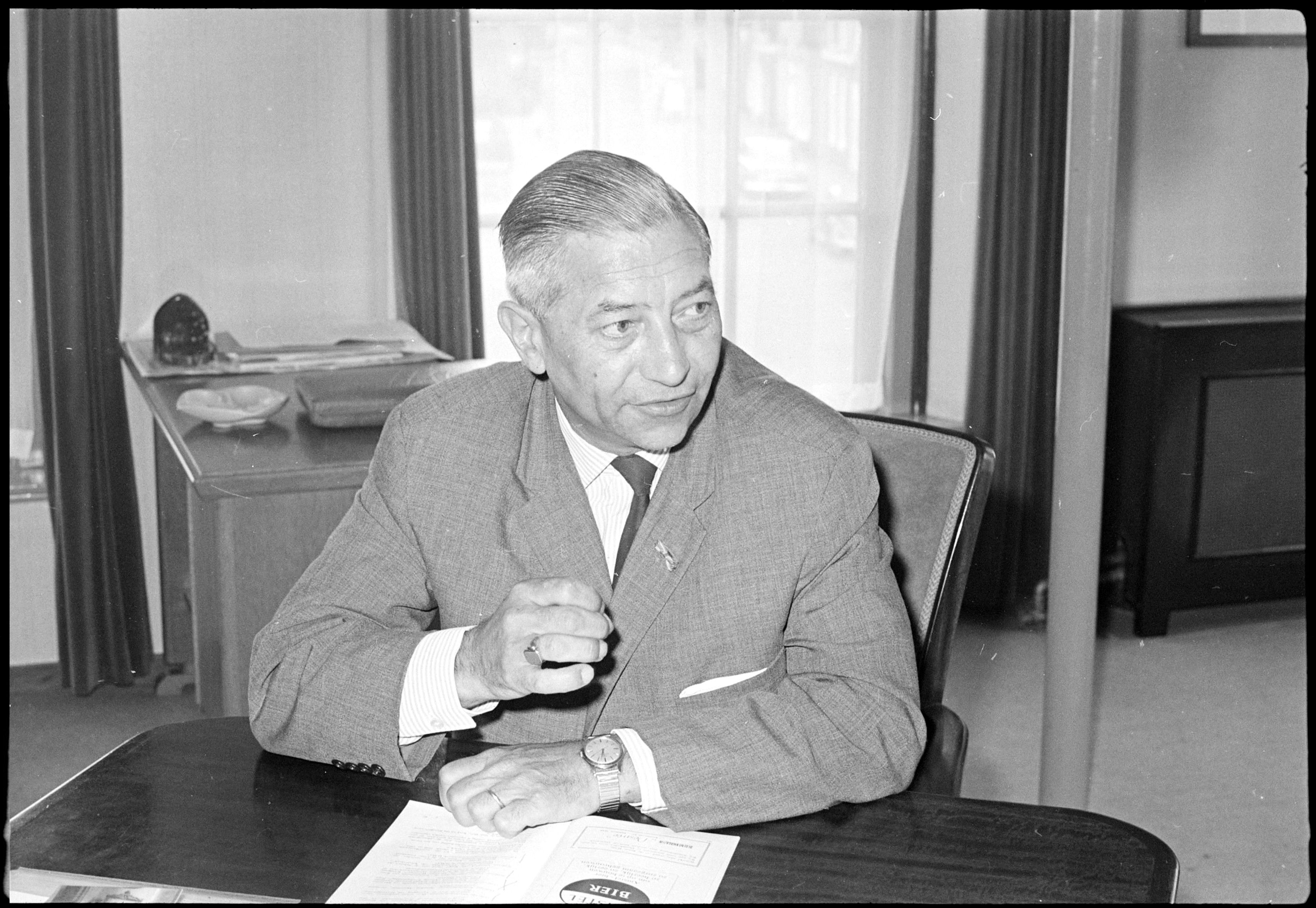
Burgemeester H. Nielen (1963)

Hendrikus (Henk) Nielen (Wormerveer, 26 januari 1912 – Powell River (Canada), 25 augustus 1977) was een Nederlands burgemeester.
Hij was in de jaren 30 ambtenaar ter secretarie bij de gemeente  Castricum en tijdens de bezettingsjaren was hij betrokken bij het verzet. In mei 1945 werd J.J. Nieuwenhuijsen, burgemeester van Limmen, daarnaast waarnemend burgemeester van Castricum terwijl Nielen loco-burgemeester werd. In december van dat jaar werd Nielen burgemeester van Heemskerk wat hij tot zijn pensionering in februari 1977 zou blijven. 
In 1970 bij z'n zilveren jubileum als burgemeester was Nielen benoemd tot ereburger van Heemskerk. Nielen was ruim 32 jaar burgemeester van Heemskerk, en onder zijn bewind groeide de gemeente van 3.500 tot 32.000 inwoners. Begin jaren 1960 was Heemskerk zelfs enige tijd de snelst groeiende gemeente van Nederland.
Als afscheidscadeau kreeg hij geld voor een reis naar Canada. Tijdens die reis overleed hij op 65-jarige leeftijd in een stad in de buurt van Vancouver. Het 'Burgemeester Nielenplein' in Heemskerk is naar hem vernoemd.